# Gerry Lopez
Gerry Lopez, ou Mr. Pipeline (Honolulu, 7 de novembro de 1948), é um jornalista, surfista profissional e ator americano.
Conhecido por Mr. Pipeline por sua grande habilidade e prazer em surfar, é o campeão de 1972 e 1973 do Pipe Masters, um dos mais importantes campeonatos de surf do mundo; esporte que pratica desde a infância. Também e designer e empresário da área do surf, produzindo e desenhando pranchas, desde os anos de 1970. Também no surf, trabalhou como jornalista para algumas revistas especializadas e em 2008 lançou em livro sobre o mundo do surf.
Lopez também trabalha como ator, estreando com filmes para o público jovens e surfistas como em Big Wednesday e também em Conan the Barbarian, North Shore (filme), Step Into Liquid (2003) e Riding Giants (2004), entre outros.